# Hockeria nikolskayae
Hockeria nikolskayae är en stekelart som beskrevs av Husain och Agarwal 1982. Hockeria nikolskayae ingår i släktet Hockeria och familjen bredlårsteklar. Inga underarter finns listade i Catalogue of Life.